# ミカエル・ヘイレン
ミカエル・ヘイレン（Michaël Heylen、1994年1月3日 - ）は、ベルギー・ウォンメルヘム出身のサッカー選手。スパルタ・ロッテルダム所属。ポジションはDF。

## クラブ経歴
2007年よりRSCアンデルレヒトの下部組織で育成され、2013-14シーズン、トップチーム昇格と同時にKVコルトレイクにレンタルに出された。レンタル復帰後は定位置を掴むことができず、2016-17シーズン、KVCウェステルローにレンタル移籍した。
2019年8月30日、FCエメンと1年契約を交わした。